# Terrazzo
Terrazzo é uma comuna italiana da região do Vêneto, província de Verona, com cerca de 2.384 habitantes. Estende-se por uma área de 20,53 km², tendo uma densidade populacional de 119 hab/km². Faz fronteira com Badia Polesine (RO), Bevilacqua, Boschi Sant'Anna, Castagnaro, Castelbaldo (PD), Legnago, Merlara (PD), Urbana (PD), Villa Bartolomea.

## Demografia
| Variação demográfica do município entre 1861 e 2011                               |
|                                                                                   |
| Fonte: Istituto Nazionale di Statistica (ISTAT) - Elaboração gráfica da Wikipedia |